# Morristown (Nueva Jersey)
Morristown es un pueblo en el condado de Morris, Nueva Jersey, Estados Unidos. En el censo del año 2010, la población de la ciudad era de 18 411 habitantes. Es la sede del condado de Morris. Morristown fue conocida como la capital militar de la revolución americana a causa de su función estratégica en la Guerra de Independencia de los Estados Unidos.

## Geografía
Morristown se encuentra ubicado en las coordenadas 40°47′56″N 74°28′42″O / 40.79889, -74.47833.

## Demografía
Según la Oficina del Censo en 2000 los ingresos medios por hogar en la localidad eran de $57,563 y los ingresos medios por familia eran $66,419. Los hombres tenían unos ingresos medios de $42,363 frente a los $37,045 para las mujeres. La renta per cápita para la localidad era de $30,086. Alrededor del 11.5% de la población estaba por debajo del umbral de pobreza.